# DuSable Museum of African American History
Le DuSable Museum of African American History de Chicago est le plus ancien musée consacré à l'étude et à la conservation de l'histoire, de la culture et de l'art afro-américain. Situé dans le secteur de Washington Park, il fut fondé en 1961 par un groupe d'artistes et d'enseignants dont Margaret Taylor-Burroughs, son époux Charles Burroughs et Gerard Lew, sous le nom d'Ebony Museum of Negro History and Art. En 1968, le musée pris son nom actuel en l'honneur de Jean Baptiste Pointe du Sable, un Haïtien qui faisait la traite des fourrures et fut le premier colon permanent de Chicago. Le Chicago Jazz Festival y tient des concerts régulièrement.

## Histoire
L'’Ebony Museum of Negro History and Art' ouvre ses portes, en 1961, grâce aux efforts de Margaret et Charles Burroughs afin de corriger la perception d'absence de l'histoire et de la culture noire dans le monde universitaire. En 1968, le musée fut rebaptisé en l'honneur de Jean Baptiste Pointe du Sable et en 1971, le Chicago Park District lui concéda l'utilisation du bâtiment administratif du Washington Park. En 1993, le musée s'agrandit grâce à la construction d'une nouvelle aile qui porte le nom d'Harold Washington, le premier maire afro-américain de Chicago
Le musée est le plus ancien et le plus grand lieu de conservation de la culture noir-américaine et au cours de son histoire, il s'est agrandi afin de répondre à l'intérêt croissant du public et des chercheurs pour la culture noire, dès les années 1960,. Cette volonté d'adaptation lui a permis de survivre alors que d'autres musées ont échoué en raison d'un ralentissement économique ou de la diminution de l'aide publique.